# 陳仲完
陈仲完，名完，以字行，福建福州府長樂縣人，明朝政治人物、進士出身。陳洵仁之兄。

## 生平
洪武十七年，福建甲子乡试中舉。洪武十八年，登乙丑科會試中進士。授延平府儒学训导，改宁国县学。永樂年間，舉薦擔任翰林院编修，寻升左春坊左赞善，仍兼编修，后去世。